# Konrad Niemeyer

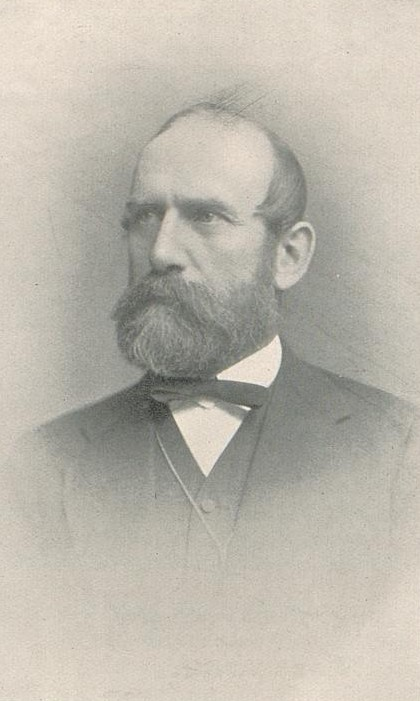
Konrad August Wilhelm Niemeyer (1828–1903)

Konrad August Wilhelm Niemeyer (* 14. Mai 1828 in Greifswald; † 15. März 1903 in Kiel) war ein deutscher Altphilologe, Pädagoge und Gymnasialdirektor. 
Konrad war das zweite von drei Kindern aus der 1825 geschlossenen Ehe des Witwers Franz Anton Niemeyer mit Gabriele von Haselberg, Tochter des Oberappellationsgerichtsrates von Haselberg. Niemeyer, zweiter Sohn des Kanzlers Niemeyer in Halle a.S., wirkte in Greifswald als Professor der Rechtswissenschaft und zugleich als Dirigent des Königlichen Konsistoriums und brachte vier Kinder aus seiner ersten Ehe mit Luise, geborene Mitgar, in die Verbindung ein.
Nach dem Besuch der Bürgerschule trat Niemeyer 1837 in das Gymnasium seiner Heimatstadt ein und legte 1846 das Abiturientenexamen ab. Er begann im selben Jahr das Studium der Klassischen Philologie und Geschichte, an den Universitäten Halle, Greifswald und Bonn, wo er sich auch hochschulpolitisch betätigte. Wichtige akademische Lehrer waren Georg Friedrich Schömann und Friedrich Ritschl. 1851 promovierte Niemeyer mit einer Arbeit über die römischen Eques und bestand das Staatsexamen für das höhere Lehramt.
Nach einer mehrmonatigen Italienreise, die ihn u. a. nach Venedig, Rom, Neapel und Florenz führte, trat Niemeyer Ende September 1851 in den Schuldienst ein. Zunächst wirkte er bis 1854 als Lehrer am Königlichen Pädagogium in den Franckeschen Stiftungen in Halle, wo er unter der Leitung seines Onkels Hermann Agathon Niemeyer Erfahrungen in der Lehrtätigkeit sammelte. 1854 kehrte er nach Greifswald zurück und unterrichtete dort an jenem Gymnasium, an dem auch er einst unterrichtet worden war. Neben dem regulären Unterricht betrieb er intensive Privatstudien, insbesondere zu Thukydides, Livius und Cicero, und veröffentlichte verschiedene wissenschaftliche Beiträge. Von 1858 bis 1862 lehrte er am Gymnasium in Anklam, wo er rasch zum Prorektor aufstieg. 1861 heiratete er Clara Marie Charlotte von Schwerin. Aus der Ehe gingen vier Kinder hervor.
1862 wurde Niemeyer Direktor des Gymnasiums in Stargard. Die dortige Anstalt befand sich in einem organisatorisch wie personell schwierigen Zustand. Niemeyer gelang es durch pädagogisches Geschick, persönliche Autorität und unparteiisches Handeln, den inneren Frieden wiederherzustellen und das schulische Niveau zu heben. Konflikte mit dem Bürgermeister der Stadt und mangelnde Unterstützung durch die Behörden belasteten jedoch seine Amtszeit. 1865 folgte er einem Ruf als Direktor des Gymnasiums in Brandenburg an der Havel, wo er günstigere Arbeitsbedingungen vorfand.
1869 wurde Niemeyer durch das preußische Kultusministerium zum Direktor des in Unordnung begriffenen Kieler Gymnasiums ernannt. Sein Amtsantritt vollzog sich unter erschwerten Umständen: Krankheit der Kinder, unzureichende Wohnverhältnisse sowie eine anfänglich zurückhaltende Aufnahme durch Teile des akademischen und bürgerlichen Milieus ließen den Beginn seiner Wirksamkeit beschwerlich erscheinen. Gleichwohl vermochte Niemeyer das Gymnasium zu konsolidieren und dessen Ansehen innerhalb der Stadtgesellschaft nachhaltig zu heben.
Zu Ostern 1890 wurde Niemeyer pensioniert. Sein Lebensabend war von einer chronischen Gichterkrankung überschattet, die ihn jedoch nicht daran hinderte, geistig rege zu bleiben. Niemeyer starb am 15. März 1903 in Kiel.

## Schriften in Auswahl
- Beiträge zur Erklärung und Kritik des Thucydides. 2. Teil, Dem Gymnasium zu Greifswald bei dem Eintritte in das dritte Jahrhundert am 29. Juni 1861, das Gymnasium zu Anclam, Greifswald 1861.
- De locis quibusdam, qui in Ciceronis de oratore libris leguntur, disputatio, Kiel 1869.
- Ueber den Prozess gegen A. Cluentius Habitus, Kiel 1871.
- Schulreden, Kiel/Leipzig 1890.